# Apiloscatopse gracilis
Apiloscatopse gracilis är en tvåvingeart som först beskrevs av Oswald Duda 1928.  Apiloscatopse gracilis ingår i släktet Apiloscatopse och familjen dyngmyggor. Inga underarter finns listade i Catalogue of Life.